# Лащинские
Лащинские (ед. рус. Лащинский; мн. укр. Лащинські, ед. укр. Лащинський; мн. польск. Laszczyńscy или Łaszczyńscy; ед. польск. Laszczyński или Łaszczyński) — малороссийская ветвь дворянского шляхетского рода, берущая своё начало на территории конотопщины и относящийся к гербу Лариса (Лярисса) (польск. Larysa, Larysa, Larysa, Larissa, Larysz). Другая ветвь Лащинских выводит себя от польских Лащинских (де Вербно) герба герба Вержбна (польск. Wierzbna)

## Известные представители
- Лащинский Леонтий (1636—1670 — 1680—1719) — сотник Красноколядинский (1710—1717), основатель малороссийской ветви рода Лащинский
- Лащинский, Якуб Игнаций (24 июля 1791, Познань — 18 сентября 1865, Варшава) — русский и польский государственный деятель. Губернатор, тайный советник Государственного Совета Царства Польского Российской империи. Президент (городской голова) столичного города Варшава (1831-1837)
- Лащинский, Михаил Фёдорович (5 ноября 1849 — 11 января 1917) — российский вице-адмирал в отставке (20 октября 1908 года)

## Имения
Роду Лащинских, в разные периоды, принадлежали села Гирявка (Сумская область), Поноры (Черниговская область), Пески (Черниговская область), Подлипное (Сумская область).

## Генетика
Большинство протестированных на сегодня представителей рода Лащинских с территории России, Польши и Украины относятся к балканско-центральноевропейскому субкладу E1b-V13-CTS9320, также среди представителей рода выявлены субклады I2a1b2a1a2-DinA2 (I-Y4882), J-M172, R-M198. В субклад Лащинских E-BY4526 также попал представитель рода Можаровских — Теодор Можаровский, который имеет с Лащинскими общего предка середины XVI века. С гаплотипом Лащинских/Можаровских также совпадает гаплотип предполагаемых останков Ярослава Осмомысла